# Anna Wodzińska
Anna Wodzińska – polska archeolożka, wykładowczyni Uniwersytetu Warszawskiego.

## Życiorys
W 1997 ukończyła studia archeologiczne na Uniwersytecie Warszawskim (praca magisterska – Misy typu Medum). W 2003 obroniła tamże napisaną pod kierunkiem Karola Myśliwca pracę doktorską w dyscyplinie archeologia Ceramika egipska w Giza z końca IV dynastii: osiedle i cmentarzysko. W 2016 habilitowała się także na Uniwersytecie Warszawskim, przedstawiwszy dzieło Społeczne i ekonomiczne znaczenie egipskiej ceramiki osadniczej. Próba dossier, na podstawie badań nad naczyniami ceramicznymi ze stanowisk Giza i Tell el-Rataba.
Jej zainteresowania naukowe obejmują: archeologię Egiptu i Nubii; ceramikę antyczną, szczególnie w kontekście społecznym i ekonomicznym; materiałoznawstwo i rzemiosło w starożytności.
Zawodowo związana z Wydziałem Archeologii UW (wcześniej Instytutem Archeologii). Pełniła funkcje, m.in.: wicedyrektorki Instytutu ds. studenckich (2016–2017). Od 2020 kierowniczka Stacji Badawczej Centrum Archeologii Śródziemnomorskiej UW w Kairze.
Członkini Komisji Archeologii Krajów Śródziemnomorskich Polskiej Akademii Umiejętności, International Association of Egyptologists, American Schools of Oriental Research.

## Odznaczenia
W 2022 „za wybitne zasługi w rozwijaniu polsko-egipskiej współpracy naukowej w dziedzinie archeologii, za kreowanie pozytywnego wizerunku Polski w świecie” została odznaczona Krzyżem Oficerskim Orderu Odrodzenia Polski.